# Peleteria carnata
Peleteria carnata är en tvåvingeart som beskrevs av Henry J. Reinhard 1953. Peleteria carnata ingår i släktet Peleteria och familjen parasitflugor. Inga underarter finns listade i Catalogue of Life.